# Octomeria rohrii
Octomeria rohrii é  uma pequena espécie de orquídea (Orchidaceae) originária do Brasil, considerada endêmica de Santa Catarina.